# Egra
Pour les articles homonymes, voir Eger et Egra (homonymie).
Egra, (nom historique en français) ou Cheb (nom en tchèque, aussi utilisé en français), en allemand : Eger, est une ville frontalière de la région de Karlovy Vary, en Tchéquie, le chef-lieu du district de Cheb. Sa population s'élevait à 32 808 habitants en 2025.

## Géographie
Cheb se trouve à l'extrême ouest de la Tchéquie, non loin de la frontière allemande, sur la rive droite de l'Ohře, un affluent de l'Elbe qui prend sa source en Bavière sous le nom d’Eger. À vol d'oiseau, la ville est située à 42 km au sud-ouest de Karlovy Vary et à 148 km à l'ouest de Prague.
La ville occupe à peu près le centre géographique du bassin d'Egra, un bassin sédimentaire habité depuis l'Âge de bronze.

### Climat
| Mois                                  | jan.       | fév.       | mars       | avril     | mai       | juin      | jui.     | août      | sep.      | oct.      | nov.       | déc.       | année      |
| ------------------------------------- | ---------- | ---------- | ---------- | --------- | --------- | --------- | -------- | --------- | --------- | --------- | ---------- | ---------- | ---------- |
| Température minimale moyenne (°C)     | −3         | −2,9       | −0,1       | 3         | 7,2       | 10,4      | 12,2     | 11,9      | 8,4       | 5         | 1,4        | −1,7       | 4,3        |
| Température moyenne (°C)              | −0,9       | 0,1        | 4          | 8,6       | 12,9      | 16,2      | 18,1     | 17,9      | 13,6      | 8,7       | 3,6        | 0          | 8,6        |
| Température maximale moyenne (°C)     | 1,3        | 3,3        | 8,1        | 14,2      | 18,7      | 22        | 24       | 24        | 18,9      | 12,7      | 5,9        | 1,9        | 12,9       |
| Record de froid (°C) date du record   | −22,8 1985 | −22,3 2012 | −21,4 1987 | −8,6 2003 | −4,1 2011 | −0,6 1997 | 0,3 1982 | 1 1980    | −1,7 2018 | −9,2 1997 | −12,8 1983 | −22,3 1996 | −22,8 1985 |
| Record de chaleur (°C) date du record | 14,6 1991  | 17,4 2021  | 22,2 2017  | 28,7 2012 | 31,2 2005 | 38 1998   | 37 1983  | 36,9 2012 | 30,9 2015 | 26,1 1985 | 17,5 2010  | 14,1 1989  | 38 1998    |
| Ensoleillement (h)                    | 39,2       | 65,5       | 107,2      | 141,9     | 186,7     | 188,2     | 195,9    | 185,4     | 139       | 103,7     | 40         | 31         | 1 423,7    |
| Précipitations (mm)                   | 43,4       | 34         | 56,9       | 70        | 115,7     | 129,6     | 147      | 141,9     | 106,9     | 85,2      | 65,4       | 53,4       | 1 049,5    |
| dont neige (cm)                       | 26,6       | 20,5       | 11,1       | 2,8       | 0         | 0         | 0        | 0         | 0         | 0,3       | 9,2        | 19,3       | 89,8       |
| Nombre de jours avec précipitations   | 9,7        | 8,5        | 10         | 7,4       | 10,6      | 10,5      | 11,4     | 9,6       | 8,5       | 9         | 9,4        | 10,5       | 115,1      |
| Humidité relative (%)                 | 86         | 82         | 77         | 72        | 70        | 71        | 71       | 74        | 78        | 82        | 86         | 87         | 78         |

| Diagramme climatique                                  |           |             |         |              |             |           |             |              |           |            |             |
| J                                                     | F         | M           | A       | M            | J           | J         | A           | S            | O         | N          | D           |
| 1,3−343,4                                             | 3,3−2,934 | 8,1−0,156,9 | 14,2370 | 18,77,2115,7 | 2210,4129,6 | 2412,2147 | 2411,9141,9 | 18,98,4106,9 | 12,7585,2 | 5,91,465,4 | 1,9−1,753,4 |
| Moyennes : • Temp. maxi et mini °C • Précipitation mm |           |             |         |              |             |           |             |              |           |            |             |

## Toponymie
Les premiers documents écrits sur la ville apparaissent en 1061, date à laquelle la ville s'appelait Egire, le même nom que le fleuve. Le nom français de la ville, les noms allemands de la ville et du fleuve, ainsi que le nom tchèque du fleuve sont d'une seule origine indo-européenne (Agriā, « torrent »).
Le nom tchèque remonte au XIVe siècle ; il est relié à ohyb (avec h fort audible), qui signifie le tournant.

## Histoire
Certains historiens ont situé l'ancienne forteresse de Vogastisburg à Egra.

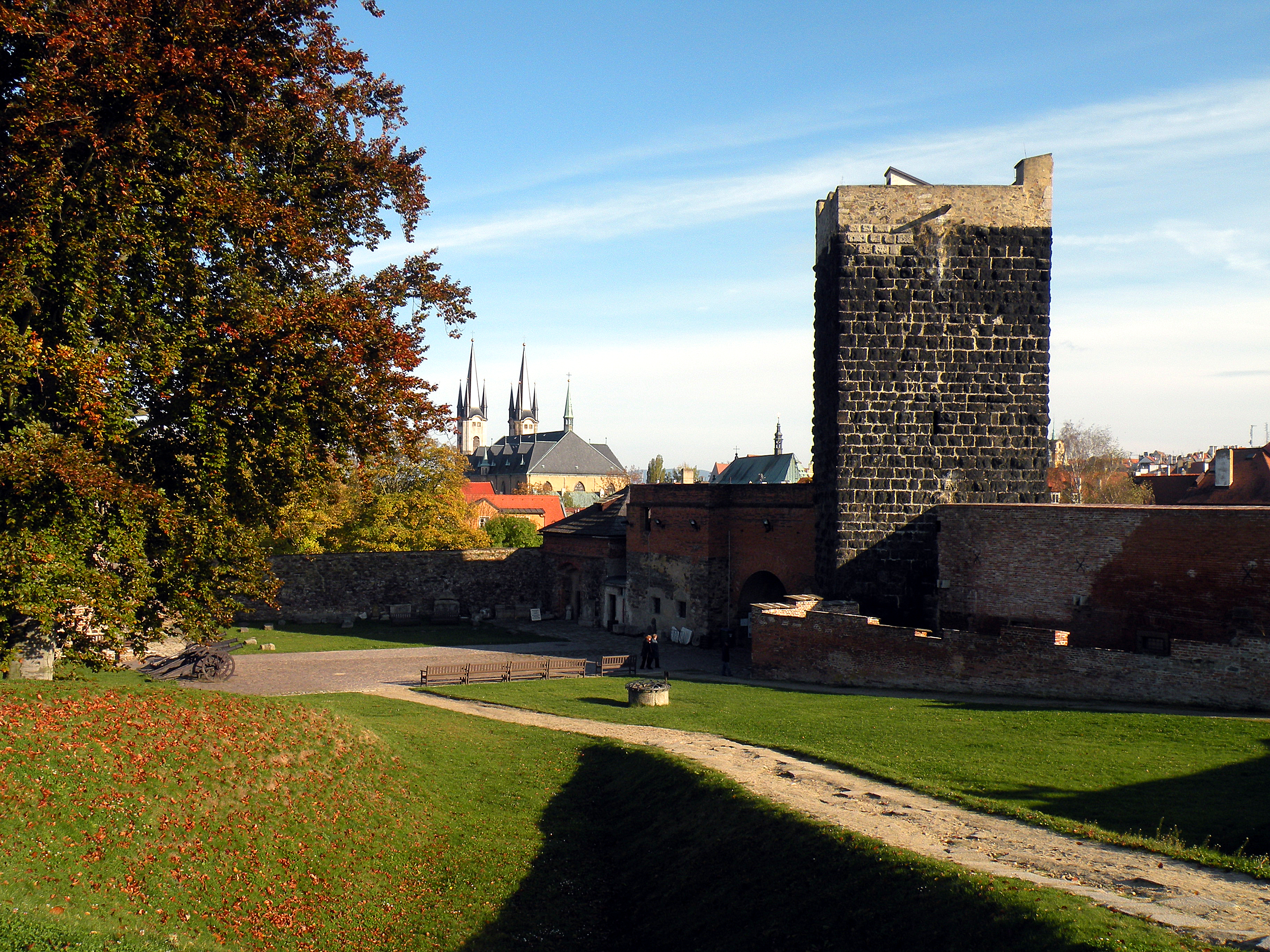
Le château d'Egra.

Au XIIe siècle, la région formait la partie la plus septentrionale (Nordgau) du duché de Bavière au sein du Saint-Empire romain. À partir de 1120, les comtes bavarois de Vohburg y firent ériger une forteresse. Il est probable qu'il existait déjà en ce lieu un fort slave.
En 1167, le château d'Egra (avec la « Tour Noire ») fut acquis par la maison impériale de Hohenstaufen. À partir de 1179, il fut transformé en palais de l'empereur Frédéric Barberousse. Le lieu reçut les droits de ville en 1242 et fut élevé au rang de ville d'Empire en 1277. Après l'extinction des Hohenstaufen, les gouverneurs d'Egra donnèrent château et ville en gage aux rois de Bohême. Le 4 octobre 1322, Louis IV, roi des Romains, remit la région à Jean Ier de Bohême ; sous le règne de l'empereur Charles IV, le fils de Jean Ier, l'incorporation était accompli.

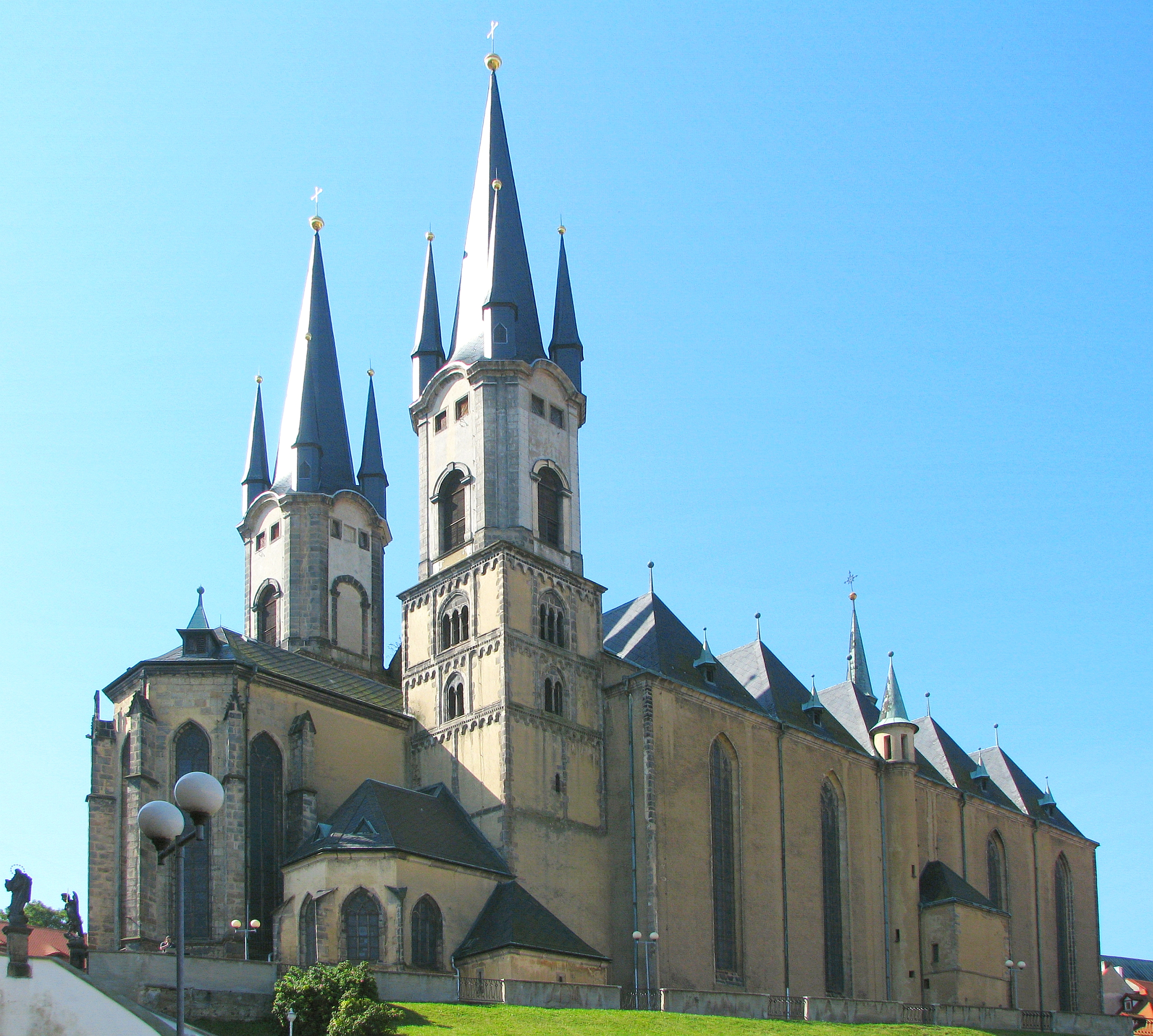
Église Saint-Nicolas et Sainte-Élisabeth d'Egra, fondée au XIIIe siècle, reconstruite en 2008 avec de nouveaux clochers (copies datant de 1869).

Au XVe siècle, les citoyens catholiques d'Egra prirent part aux croisades contre les hussites. En 1430, la ville fut attaquée par les partisans qui cependant s'étaient retirés en peu de temps[pas clair]. Plus tard, les habitants adoptèrent le luthéranisme, ce qui entraîna de fortes pressions par l'empereur Rodolphe II. Pendant la guerre de Trente Ans, le 25 février 1634, Albrecht von Wallenstein, de famille tchèque (Valdštejn), généralissime des armées impériales, y fut assassiné.
En 1742, la bataille d'Egra[réf. nécessaire], durant la guerre de Succession d'Autriche, marqua les premières difficultés françaises sous le règne de Louis XV.
Jusqu'en 1918, la ville faisait partie de l'empire d'Autriche, puis d'Autriche-Hongrie (Cisleithanie après le compromis de 1867), chef-lieu du district de Eger, un des 94 Bezirkshauptmannschaften en Bohême.
Après la dissolution de la double-monarchie, la ville fit partie de la République tchécoslovaque. C'était ici que Konrad Henlein fonda le Front patriotique des Allemands des Sudètes le 1er octobre 1933. Par les accords de Munich, conclus le 1er octobre 1938, Egra et la « région des Sudètes » furent attribuées au Troisième Reich. Après la fin de la Seconde Guerre mondiale, la population germanophone a été expulsée.

## Population
Recensements ou estimations de la population :
| 1869*  | 1880*  | 1890*  | 1900*  | 1910*  | 1921*  | 1930*  | 1950*  |
| ------ | ------ | ------ | ------ | ------ | ------ | ------ | ------ |
| 17 826 | 21 575 | 22 875 | 28 084 | 31 761 | 32 735 | 37 599 | 20 178 |

| 1961*  | 1970*  | 1980*  | 1991*  | 2001*  | 2011*  | 2016   | 2017   |
| ------ | ------ | ------ | ------ | ------ | ------ | ------ | ------ |
| 22 133 | 26 650 | 30 886 | 31 847 | 32 893 | 32 401 | 32 355 | 32 394 |

| 2018   | 2019   | 2020   | 2021*  | 2022   | 2023   | 2024   | 2025   |
| ------ | ------ | ------ | ------ | ------ | ------ | ------ | ------ |
| 32 171 | 31 988 | 31 977 | 30 161 | 30 420 | 31 954 | 32 825 | 32 808 |

## Galerie

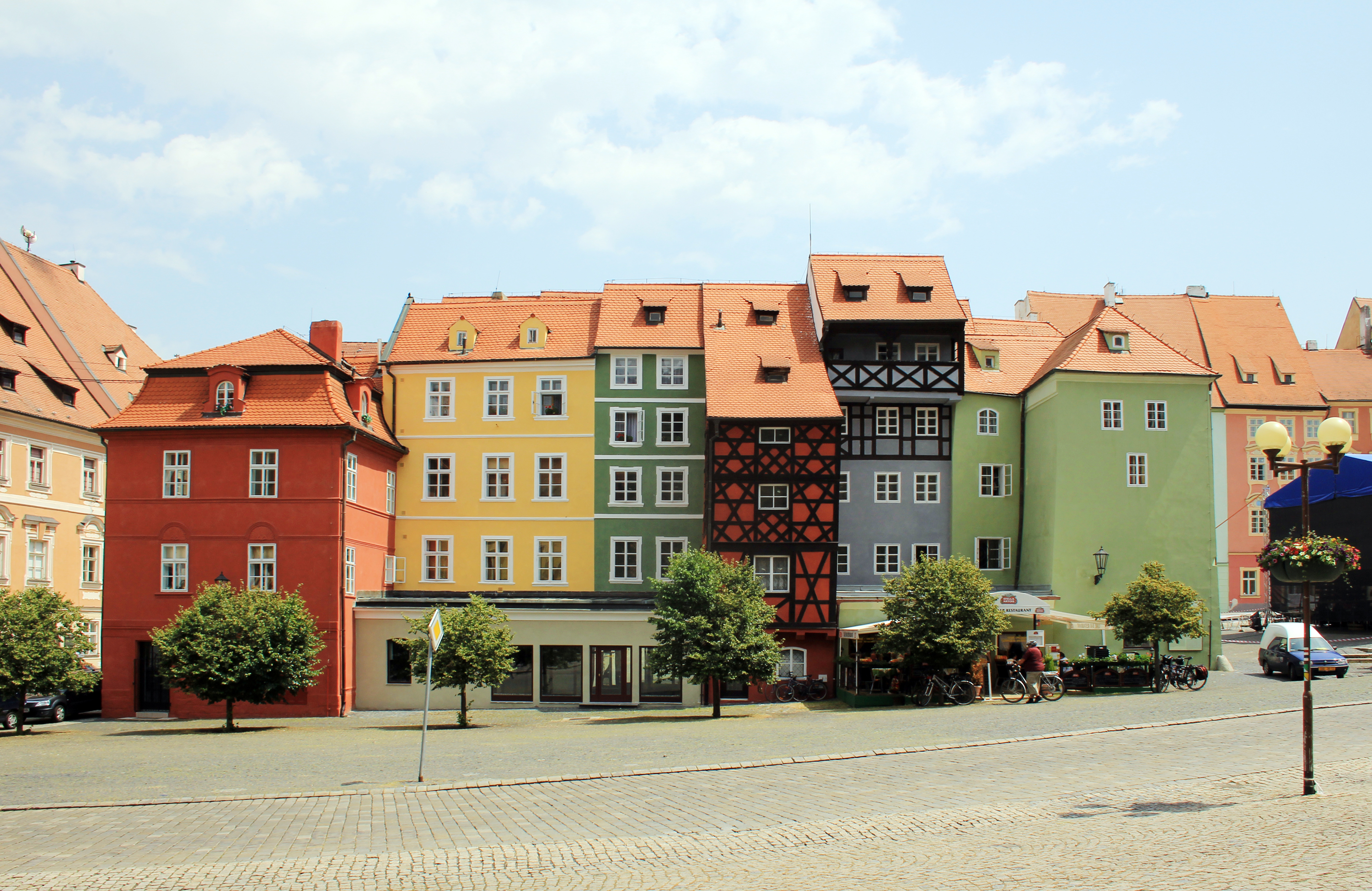
Place du marché.
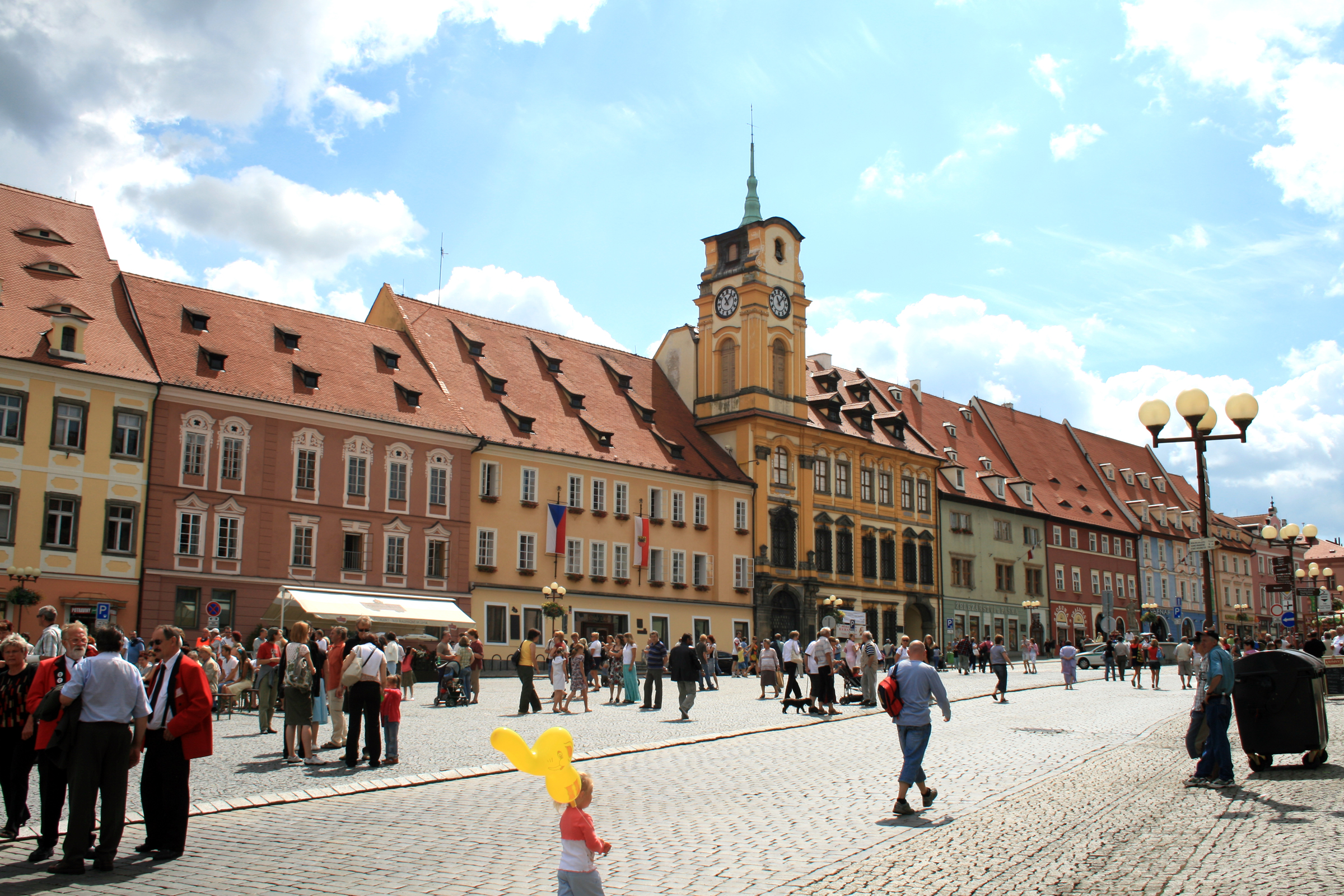
Place du marché.
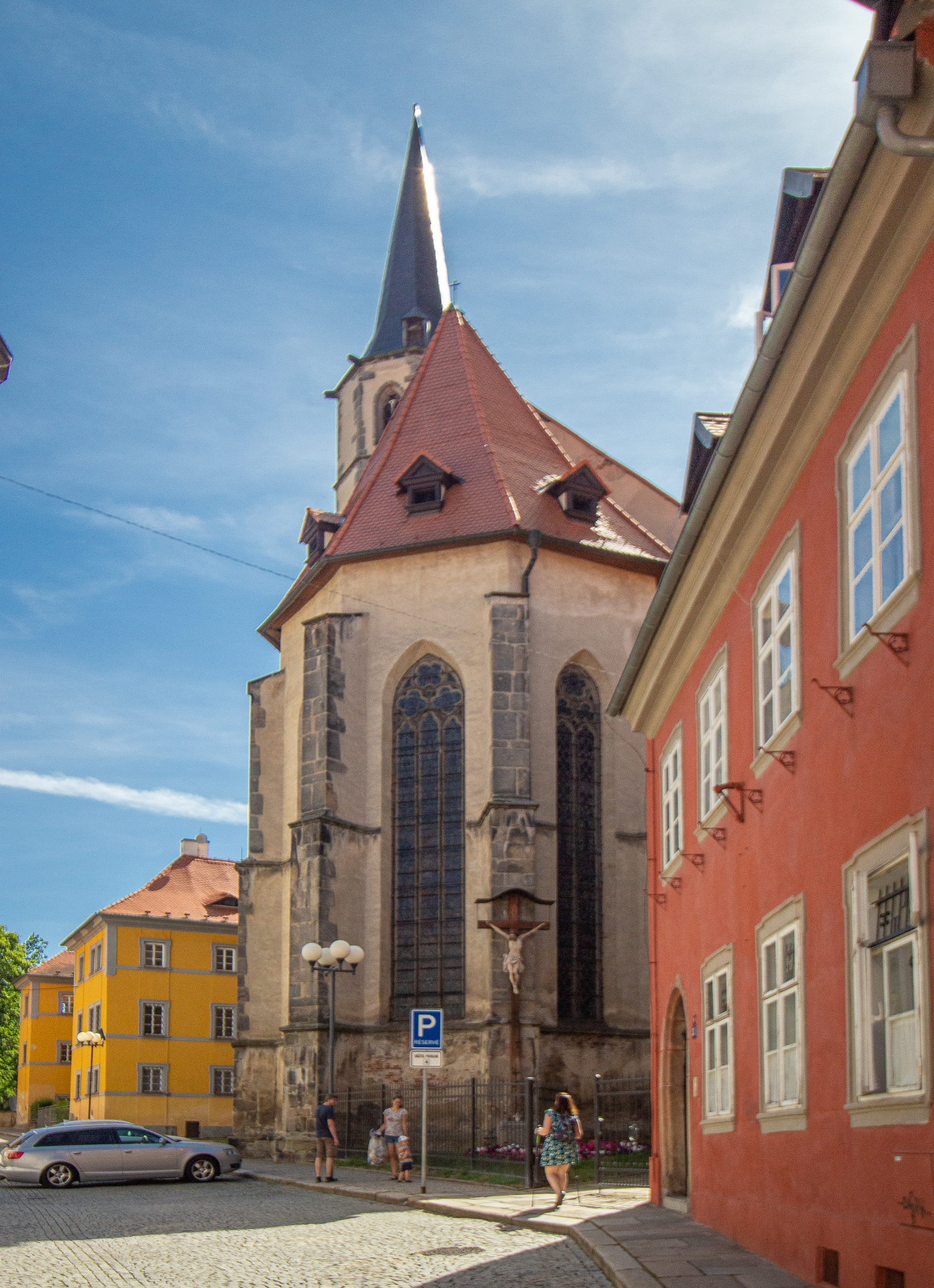
Monastère franciscain.

## Culture et vie
Toute la ville est classée Monument Historique (architecture gothique et du XVe siècle). Ses nombreuses galeries d'art en font une ville très appréciée du grand public.
Pour l'histoire de la communauté juive et de sa synagogue avant la Seconde Guerre mondiale, voir synagogue d'Egra (1893-1938).
La naissance du prodige du football tchèque Pavel Nedvěd dans la région d'Egra lui a fait prendre une renommée internationale dans le monde du sport.

### Jumelages
| Ville | Ville         | Pays | Pays                | Période                     |
| ----- | ------------- | ---- | ------------------- | --------------------------- |
|       | Bắc Ninh      |      | Viêt Nam            |                             |
|       | Dubaï         |      | Émirats arabes unis |                             |
|       | Hof-sur-Saale |      | Allemagne           |                             |
|       | Nijni Taguil, |      | Russie              | 14 juin 1986 - 24 mars 2022 |
|       | Nová Dubnica  |      | Slovaquie           |                             |
|       | Tharandt      |      | Allemagne           |                             |

## Économie
Cheb est connue pour abriter le plus grand marché européen de produits de contrefaçon en provenance d'Asie.

## Personnalités
- Paulus Niavis (nom latinisé de latinisé de Paul Schneevogel) (vers 1460 - 1517), humaniste, éducateur, écrivain et fonctionnaire du Saint-Empire romain germanique ;
- Johann Habermann (1516-1590), théologien luthérien ;
- Adam Eck (1604-1664), menuisier et ébéniste, un des fondateurs de la marqueterie en relief de Cheb ;
- Johann Balthasar Neumann (1687-1753), architecte ;
- Gabriele von Sazenhofen (1898-1961), femme de lettres autrichienne ;
- Rudolf Serkin (1903-1991), pianiste ;
- Adolf Scherbaum (1909-2000), trompettiste ;
- Pavel Nedved (1972- ), joueur de football professionnel.